# Posolo Tuilagi
Pour les articles homonymes, voir Tuilagi.
Pas d'image ? Cliquez ici

a Compétitions nationales et continentales officielles uniquement.

b Matchs officiels uniquement.
Dernière mise à jour le 5 août 2025.
Posolo Tuilagi, né le 28 juillet 2004 aux Samoa, est un joueur international français de rugby à XV de nationalité samoane. Il évolue au poste de deuxième ligne à l'USA Perpignan en Top 14.
Il est le fils de l'ancien international samoan de rugby à XV et également joueur de l'USA Perpignan Henry Tuilagi.

## Biographie

### Jeunesse et formation
Posolo Tuilagi naît aux Samoa puis déménage en Angleterre car son père, Henry Tuilagi, évolue dans le club des Leicester Tigers. Il s'installe ensuite en France, lorsque son père signe à l'USA Perpignan,. En plus de son père, il vient d'une grande famille de rugbymans, son frère Henry Jr. évolue au poste de centre, tandis que ses oncles Freddie, Alesana, Anitele'a, Sanele Vavae, Manu et même ses cousins Brian et Fred (en) sont également tous des joueurs de rugby,.
En 2010, il prend sa première licence de rugby à XV en France au sein de l'USA Perpignan avec qui il fait toute sa formation. Posolo évolue tout d'abord au poste de pilier droit durant sa jeunesse. Cependant, avec sa grande taille, il est déplacé au poste de deuxième ligne et peut jouer en troisième ligne centre. Doté d'un gabarit impressionnant — 1,92 m pour environ 145 kg en 2022-2023 —, il reste néanmoins un joueur très mobile et habile de ses mains, ayant la capacité de réaliser des passes après contact efficaces.
Durant la saison 2021-2022, Tuilagi évolue tout d'abord avec les Crabos perpignanais puis fait ses débuts dans le Championnat espoirs en fin de saison, face au Montpellier HR. Il marque son premier essai dans cette compétition contre les jeunes Rochelais,. Il représente l'équipe de France des moins de 18 ans en catégorie de jeunes, tandis qu'il obtient un baccalauréat général en fin de saison au Lycée Aristide Maillol.
Durant la pré-saison 2022-2023, il est retenu avec le groupe professionnel et fait ses débuts en match de préparation face à l'US Montauban.

### Début de carrière prometteur à l'USA Perpignan et champion du monde junior (2022-2023)
Posolo Tuilagi fait ses débuts professionnels, à dix-huit ans, lors de la saison 2022-2023 de l'USA Perpignan, dès septembre, face au Stade rochelais en Top 14, devenant alors le premier joueur de la génération 2004 à jouer pour l'équipe première du club,. En décembre, il prolonge son contrat jusqu'en 2025 avec son club, puis fait ses débuts en Challenge Cup face aux Bristol Bears. Il inscrit son premier essai professionnel face aux Glasgow Warriors dans cette compétition lors de la troisième journée.
Durant le mois de février, il connaît sa première titularisation professionnelle, à la suite de l'absence sur blessure de Piula Faasalele, en deuxième ligne face à la Section paloise ; il est l'auteur d'une bonne performance et son club s'impose largement 49 à 29. En mars, il est appelé par l'équipe de France des moins de 20 ans pour préparer la quatrième journée du Tournoi des Six Nations des moins de 20 ans 2023 contre l'Angleterre. Lors de ce match, il est titularisé en deuxième ligne et participe à la large victoire 42 à 7 de son équipe à l'extérieur. La semaine suivante, il est encore une fois titulaire et il inscrit son premier essai avec les Bleuets ; son équipe s'impose largement 67 à 17, ce qui lui permet de terminer à la deuxième place de la compétition.
Peu de temps après la fin du Tournoi, il dispute une autre rencontre en qualité de titulaire face au Racing 92 où il réalise une grande performance, avec notamment 59 mètres gagnés ballon en main, six placages réussis sur sept et également trois offloads, lui valant une ovation de la part du public d'Aimé-Giral. Début juin, il est titulaire lors du match de barrage d'accession au Top 14 contre le FC Grenoble où il inscrit le premier essai de la rencontre en début de match, par la suite son club s'impose 33 à 19 et reste en Top 14. Pour sa première saison professionnelle, il dispute seize matchs, dont six titularisations, et inscrit deux essais.
Toujours en juin, il est retenu pour participer au Championnat du monde junior 2023. Cependant, il manque la première journée en raison d'un problème administratif concernant son visa, mais il est de retour pour la journée suivante afin d'affronter les Baby Blacks. Lors de cette rencontre, il est titulaire en deuxième ligne et réalise un très bon match en inscrivant notamment un doublé, contribuant à la large victoire 35 à 14 des siens, lui valant les louanges de la presse étrangère. À la fin de la compétition, il est sacré champion du monde avec ses coéquipiers après avoir remporté largement la finale sur le score de 50 à 14 face aux Irlandais. Au lendemain de cette victoire, l'USAP annonce la prolongation de contrat de Tuilagi jusqu'en 2026.

### Titulaire à Perpignan et premières sélections internationales avec leXV de France(depuis 2023)
En début de saison 2023-2024, il est titulaire au poste de deuxième ligne et il inscrit son premier essai en Top 14 lors de la quatrième journée contre la Section paloise où son équipe est cependant défaite 24 à 39 à domicile,. Lors de la journée suivante, il réalise une bonne performance et contribue à la première victoire de la saison de son club face au RC Toulon à domicile,, dont il dispute l'intégralité du match. Une semaine plus tard, il est annoncé qu'il fait partie des nommés pour le titre de Révélation de l'année de la saison 2022-2023 de Top 14 à l'occasion de la Nuit du rugby, récompense qui revient finalement à Émilien Gailleton. Lors de cette première partie de saison, devenu titulaire avec l'USAP, il continue de réaliser de bonnes performances, confirmant son potentiel entrevu la saison précédente,,.
Il est alors suivi par le staff de l'équipe de France. En janvier, il est dans un premier temps annoncé qu'il ne possède pas de passeport français et n'est donc pas sélectionnable par l'équipe de France. Dans un second temps, Jean-Marc Lhermet (vice-président de la FFR) annonce qu'il est bien sélectionnable car les règles de World Rugby indiquent qu'un joueur sans passeport du pays concerné doit avoir résidé soixante mois consécutivement dans le pays pour pouvoir être éligible à une convocation, ce qui est le cas de Posolo Tuilagi. À cette période et ce depuis quelques mois, il est évoqué un possible changement de position au poste de pilier droit car sa taille paraît trop petite pour jouer en deuxième ligne sur le long terme, cependant le sélectionneur de l'équipe de France, Fabien Galthié, met fin au débat en évoquant le fait que Posolo ne souhaite pas jouer à ce poste. Quelques jours plus tard, il est convoqué avec le XV de France pour s'entraîner avec eux en amont du Tournoi des Six Nations 2024. Lors de ses premiers pas avec cette sélection, il impressionne durant les entraînements. Finalement, le 28 janvier, il est convoqué pour préparer la première journée de la compétition contre l'Irlande. Lors de la semaine précédant cette rencontre, il est inscrit sur la feuille de match en tant que remplaçant à la suite du forfait de Romain Taofifénua. Durant la rencontre, il fait son entrée en jeu en seconde période à la place de Paul Gabrillagues lors de la large défaite 17 à 38 des Bleus. La semaine suivante, il est de nouveau convoqué en tant que remplaçant pour la seconde journée. Lors de ce match contre l'Écosse, il entre en jeu dès la quarante-neuvième minute et réalise une bonne entrée. Il empêche notamment les Écossais de marquer l'essai de la victoire lors du succès du XV de France 21 à 16 à Murrayfield. Pour la troisième journée, il est récompensé de ses entrées prometteuses en étant titularisé pour la première fois afin d'affronter l'Italie. Il n'est ensuite pas retenu pour les deux journées suivantes, étant notamment malade pour la quatrième journée, mais il continue de s'entraîner avec le XV de France.
De ce fait, il est convoqué avec les Bleuets et titularisé pour la dernière journée du Tournoi des Six Nations des moins de 20 ans 2024. Lors de ce match, ils s'inclinent 31 à 45 contre les jeunes Anglais qui remportent la compétition. De retour en club, il enchaîne les rencontres jusqu'à la fin de saison, clôturant celle-ci avec un total de dix-huit titularisations pour vingt-trois matchs joués et deux essais inscrits avec l'USA Perpignan, dans une saison où il confirme ses performances prometteuses de l'exercice précédent. Le journal Midi olympique, par le biais de son site web rugbyrama.fr, le nomme dans son équipe-type de la saison de Top 14 au poste de deuxième ligne.
De retour avec le XV de France pour la tournée en Amérique du Sud de juillet 2024, Posolo Tuilagi fait son entrée en jeu lors du premier test match contre l'Argentine. Quatre jours plus tard, il joue sous le maillot national face à l'Uruguay et inscrit un doublé après son entrée en jeu,, dans une rencontre non capée disputée par l'équipe de France développement. Pour le deuxième test contre l'Argentine, il est de nouveau remplaçant.
De retour en club pour le début de saison 2024-2025, il subit une double fracture du tibia et du péroné lors de la quatrième journée de Top 14, fin septembre, contre l'ASM Clermont. Contraint de se faire opérer, son absence sur les terrains est estimée à cinq à six mois. Fin janvier 2025, n'ayant toujours pas repris la compétition, il signe toutefois une prolongation de contrat le liant désormais jusqu'en 2028 avec son club formateur. Finalement, il rejoue à partir du mois d'avril, soit près de sept mois après sa blessure, se signalant négativement quelques minutes après son entrée en jeu en écopant d'un carton jaune pour un plaquage dangereux. Toutefois, son équipe s'impose 28 à 24 contre le Racing 92. En fin de saison, il revient à son meilleur niveau, puis il est titulaire lors du barrage d'accession au Top 14 remporté contre le FC Grenoble,. Pour sa troisième saison en professionnel, il dispute onze matchs, dont sept comme titulaire, et inscrit un essai. Malgré sa bonne fin de saison, il n'est pas retenu pour la tournée d'été du XV de France en Nouvelle-Zélande.

## Statistiques

### En club
| Saison              | Club                | Championnat | Championnat | Championnat | Championnat | Compétitions de l'EPCR | Compétitions de l'EPCR | Compétitions de l'EPCR | Compétitions de l'EPCR |
| Saison              | Club                | Compétition | Matchs      | Points      | Essais      | Compétition            | Matchs                 | Points                 | Essais                 |
| ------------------- | ------------------- | ----------- | ----------- | ----------- | ----------- | ---------------------- | ---------------------- | ---------------------- | ---------------------- |
| 2022-2023           | USA Perpignan       | Top 14      | 12          | 5           | 1           | Challenge Cup          | 4                      | 5                      | 1                      |
| 2023-2024           | USA Perpignan       | Top 14      | 22          | 10          | 2           | Challenge Cup          | 1                      | -                      | -                      |
| 2024-2025           | USA Perpignan       | Top 14      | 11          | -           | -           | Challenge Cup          | -                      | -                      | -                      |
| Total USA Perpignan | Total USA Perpignan | Top 14      | 45          | 15          | 3           | Challenge Cup          | 5                      | 5                      | 1                      |

### En équipe nationale

#### En équipe de jeunes
Posolo Tuilagi dispute sept matchs avec l'équipe de France des moins de 20 ans, prenant part à deux éditions du Tournoi des Six Nations en 2023 et en 2024 ainsi qu'à une édition du Championnat du monde junior en 2023. Il inscrit quinze points, trois essais.

#### En équipe senior
Au 5 août 2025, Posolo Tuilagi compte cinq sélections dont une en tant que titulaire, depuis sa première cape le 2 février 2024 face à l'Irlande à Marseille.
| Année | Compétition             | Matchs | Points | Essais |
| ----- | ----------------------- | ------ | ------ | ------ |
| 2024  | Tournoi des Six Nations | 3      | -      | -      |
| 2024  | Test matchs             | 2      | -      | -      |
| Total | Total                   | 5      | 0      | 0      |

## Palmarès
- Vainqueur du Championnat du monde junior en 2023 avec l'équipe de France des moins de 20 ans.